# 御代咲村
御代咲村（みよさきむら）は山梨県東八代郡にあった村。現在の笛吹市北東部、中央自動車道一宮御坂インターチェンジの南東一帯にあたる。

## 地理
- 山：達沢山

## 歴史
- 1875年（明治8年）1月29日 - 八代郡塩田村・新巻村・市之蔵村・金沢村・神沢村・土塚村・狐新居村・東新居村が合併して御代咲村となる。
- 1878年（明治11年）7月22日 - 郡区町村編制法の施行により、御代咲村が東八代郡の所属となる。
- 1889年（明治22年）7月1日 - 町村制の施行により、御代咲村が単独で自治体を形成。
- 1942年（昭和17年）7月1日 - 石廩村と合併して浅間村が発足。同日御代咲村廃止。

## 交通

### 道路
現在は旧村域を中央自動車道が通過するが、当時は未開通。